# Proton Saga
Pour les articles homonymes, voir Saga (homonymie).
La Proton Saga est la première voiture fabriquée par le constructeur malaisien Proton depuis 1985. Elle est le produit d'un partenariat entre la fédération de Malaisie et le constructeur japonais Mitsubishi. Basée sur la Mitsubishi Lancer Fiore de 1983, la Saga de première génération a été fabriquée pendant 22 ans, avant d'être remplacée en 2008 par un modèle conçu par Proton sur la base de la Proton Savvy.

## Première génération (1985-2008)

### Saga (1985–1991)

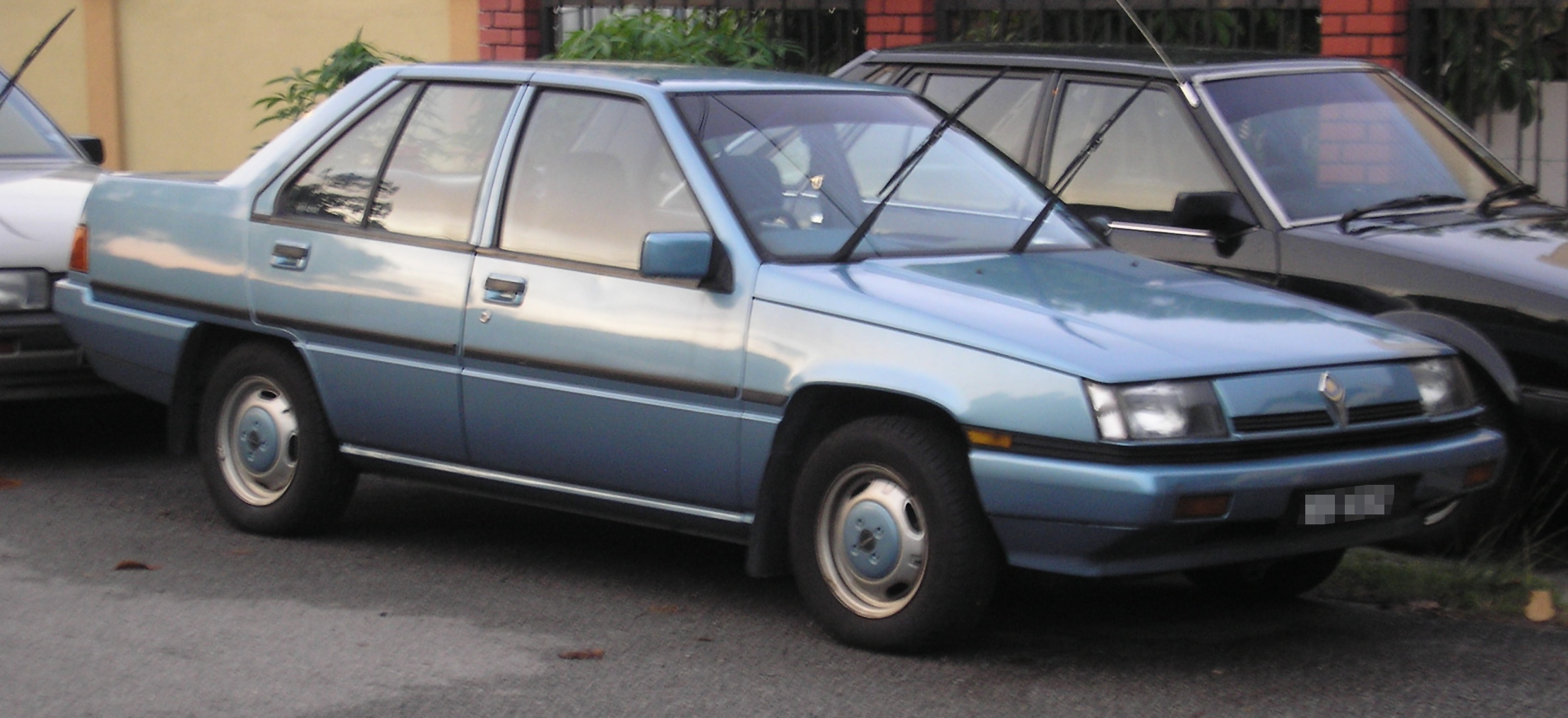
Une Saga de première génération.

La Proton Saga a été lancée en septembre 1985 par le premier ministre de Malaisie Mahathir Mohamad. Avant son entrée en production, un concours avait été organisé pour choisir le nom de la première voiture nationale. Son vainqueur, l'ancien soldat Ismail Jaafar, a parlé du saga (Abrus precatorius), une liane fragile mais productive commune en Malaisie et a expliqué en plaisantant que le moteur de 1.3 litre de la Proton Saga « est aussi solide que la graine de saga ».
La première Saga sortie des chaînes a été exposée au Musée national de Malaisie comme symbole de la naissance de l'industrie automobile malaisienne. Le Dr. Mahathir a conduit un prototype de Saga équipé d'un moteur 4G63 de 2 litres et d'un drapeau de la Malaisie du pont de Penang à l'Aéroport international de Penang au cours de l'inauguration du pont le 14 septembre 1985.
Au début, la production était faible, avec seulement 700 exemplaires disponibles au moment du lancement. Tous se sont vendus très vite, et Proton n'a pas pu répondre à la demande. L'entreprise n'a pu devenir majoritaire en parts de marché avant juillet 1986, et une augmentation de sa production. 
Une fois la production bien lancée, la Saga a conquis 73 % du marché automobile de Malaisie. Ce succès est attribué à son prix faible (inférieur à celui de toutes les autres voitures disponibles) et à son attrait pour le patriotisme malaisien.
En 1986, Proton fit une tentative infructueuse pour vendre la Saga aux États-Unis avec l'aide de l'entrepreneur américain Malcolm Bricklin. Mahathir Mohamad, cerveau de Proton, avait été impressionné par Bricklin. Celui-ci avait reçu le conseil de travailler avec Proton de l'ancien secrétaire d'état Henry Kissinger, que Mohamad avait eu comme professeur à l'Université Harvard. Peu après l'importation des premières Saga aux États-Unis, Bricklin révéla qu'il n'avait pas obtenu les autorisations nécessaires et il vendit sa société d'importation peu après. Proton subit une perte financière majeure.

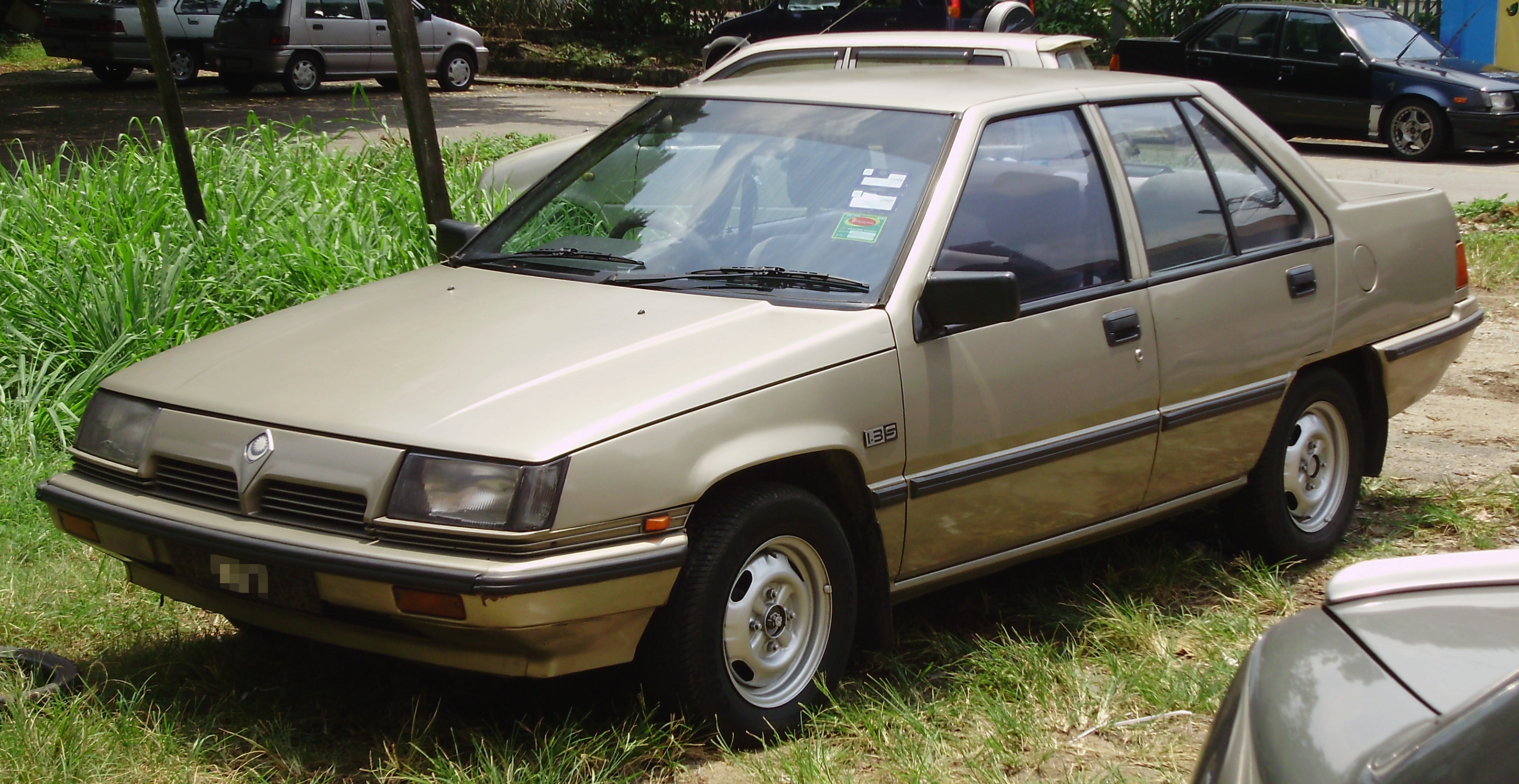
Une Saga de première génération : premier restylage.

### Saga Iswara (1992–2008)

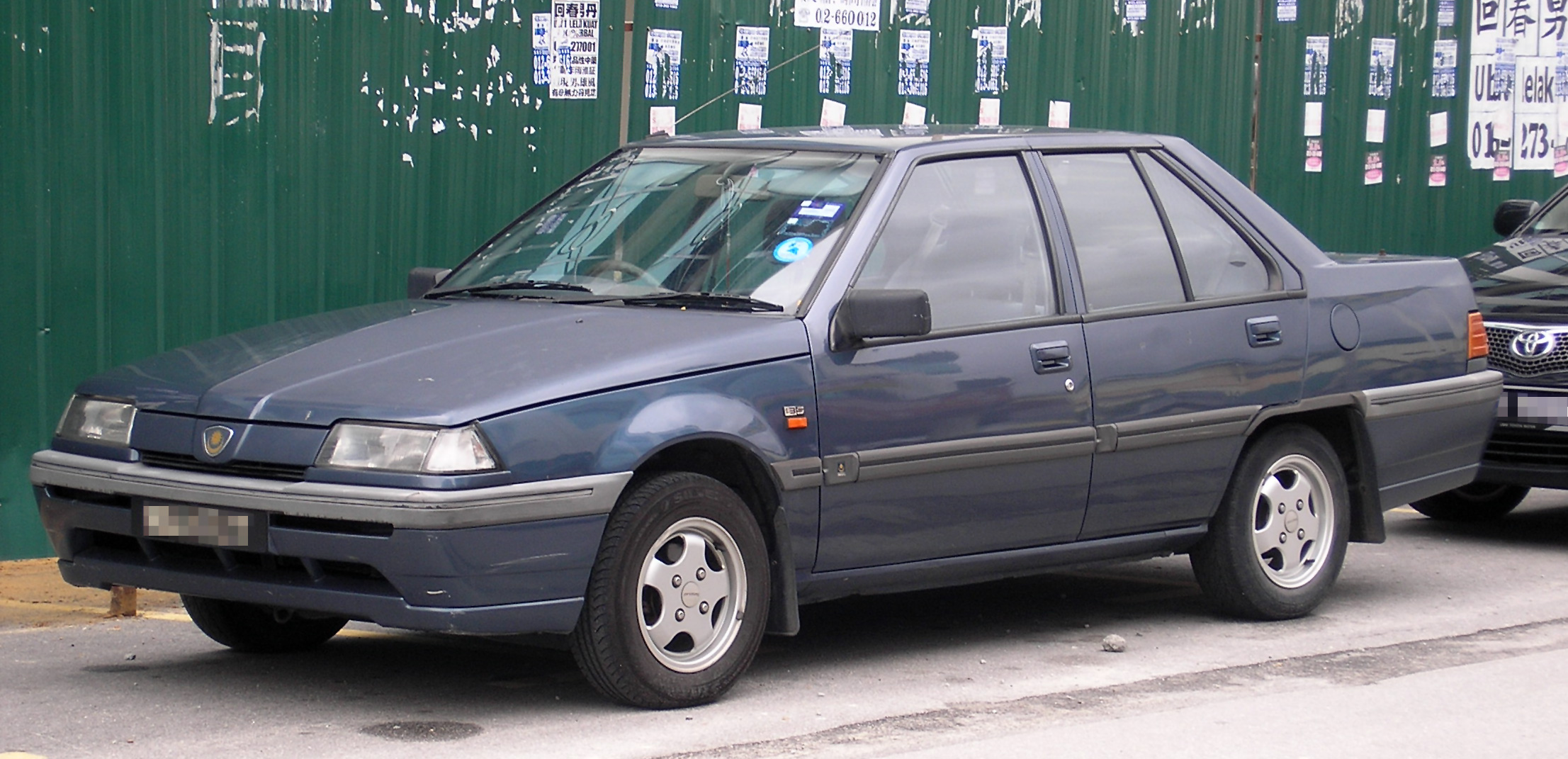
Une Saga Iswara.

En 1992, la Saga reçut un restylage et son nom fut prolongé en Proton Saga Iswara (ou Proton Iswara), d'après une espèce de papillon du Sarawak. Elle possède des phares avant plus minces, des pare-chocs en plastique, des passages de roues avant différents, des poignées de porte colorées, des phares arrière disposés différemment, un intérieur plus moderne et une plaque d'immatriculation arrière sous le pare-chocs. Des couleurs nouvelles furent aussi introduites pour les modèles à boîte de vitesses automatique. Ce modèle est utilisé comme taxi en Malaisie et beaucoup ont été convertis pour rouler au gaz naturel. Le réservoir de gaz occupe la moitié du volume du coffre et peu de stations-service du Grand Kuala Lumpur vendent du gaz naturel, bien qu'il existe des projets pour augmenter leur nombre,.

## Seconde génération (depuis 2008)

### Saga / S16 (2008-2010)
Le 18 janvier 2008, Proton a dévoilé le successeur de la Saga 2007, prévue pour sortir en juin de la même année. Cette voiture, qui conserve le nom de Saga, est supérieure dans tous les domaines aux modèles précédents. Sa caisse est basée sur une Proton Savvy allongée. Elle est de conception malaisienne, en collaboration avec le coréen LG, CNS et Lotus Engineering. C'est une berline tri-corps, correspondant au principal marché en Malaisie. Elle n'est pas prévue pour être vendue aux États-Unis, mais en Asie du Sud-Est, en Chine, en Inde et en Australie.
En février 2008, environ 23 000 exemplaires avaient été commandés et les délais de livraison pour les nouvelles commandes étaient déjà de 5 mois.
Le 16 juillet 2009, une version électrique de la Saga fut présentée en démonstration à l'Université des sciences de Malaisie à Penang.

### Modèles
Il existe 3 modèles, avec boîte automatique ou manuelle, depuis la version de base N jusqu'à la version M toute équipée. Aichi Kikai fournit les boîtes manuelles à 5 rapports, tandis que les boîtes automatiques à 4 rapports sont fabriquées par Mitsubishi. Le prix s'échelonne de 31 500 ringgits malaises pour le modèle N à 39 800 pour le M. Cette nouvelle Saga est le modèle Proton le moins cher, une fois la Saga d'origine à 26 999 ringgits retirée du marché. Proton la surnomme « La voiture du peuple ».

### Moteur et performances

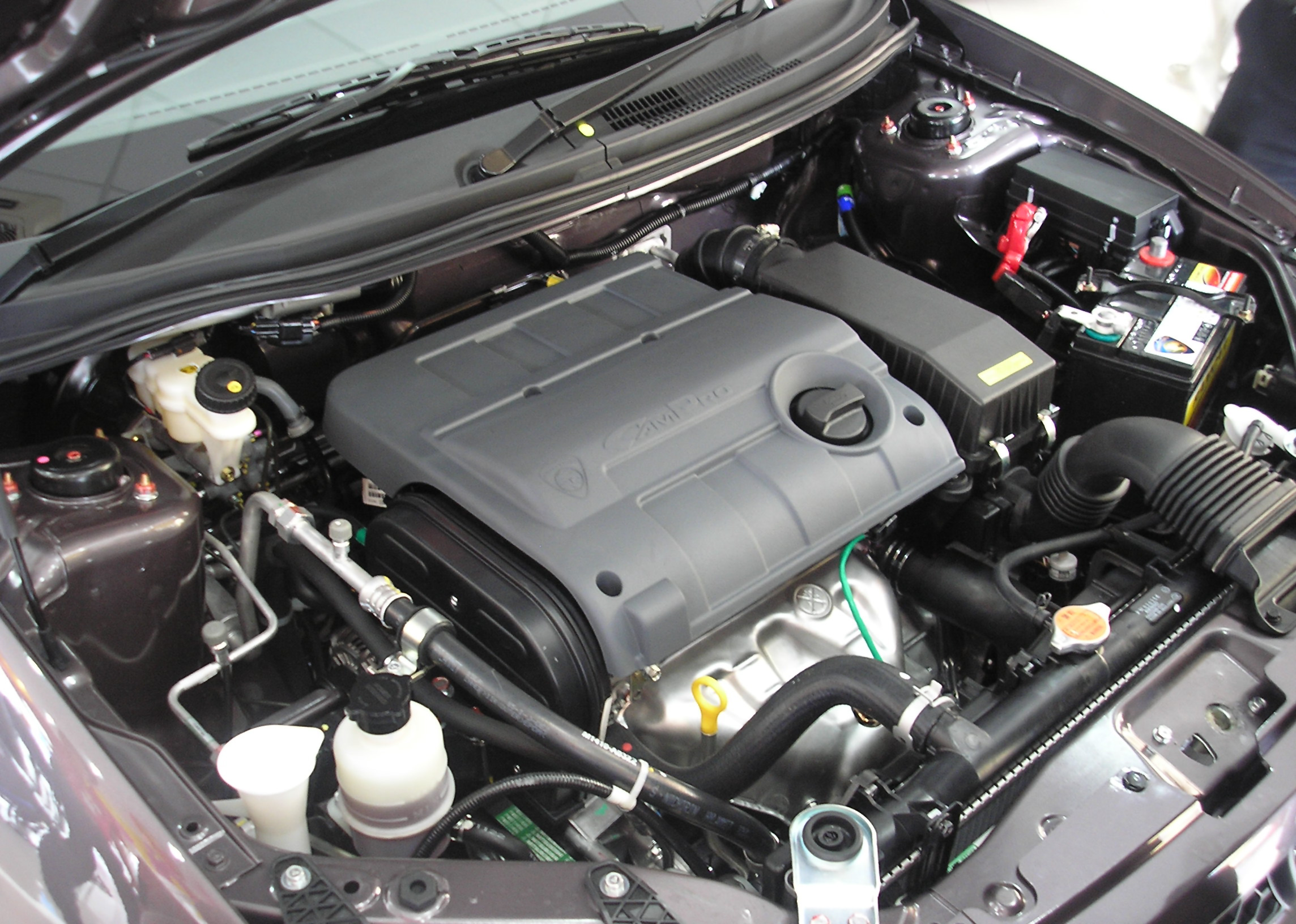
Le moteur Campro 1,3 litre de la Saga.

La nouvelle Saga est propulsée par le moteur Campro conçu en collaboration avec Lotus, comme la Gen-2.